# Platypalpus cingulatus
Platypalpus cingulatus är en tvåvingeart som först beskrevs av Friedrich Hermann Loew 1840.  Platypalpus cingulatus ingår i släktet Platypalpus och familjen puckeldansflugor.
Artens utbredningsområde är Polen. Inga underarter finns listade i Catalogue of Life.